# احمد عاملی آرانی

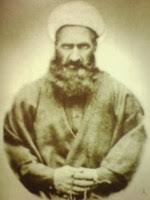
آیت الله میرزا احمد عاملی آرانی

آیت الله العظمی آقامیرزا احمد عاملی آرانی (۱۳۲۸–۱۲۴۳ خورشیدی) عالم شیعی ، نویسنده و عارف قرن خود و زاهد و پرهیزکار و عاشق به امام و اهل بیت بوده است. ایشان صاحب کرامات والایی بوده اند.

## زندگی
وی در سال ۱۲۴۳ خورشیدی در خانواده‌ای اصیل و روحانی در  كوي درب مسجد قاضي آران و بیدگل   جنب  خانه  ملاعلي آراني ( خانه تاریخی كرباسي ها )متولد شد. پدرش ملا محمد علی آرانی بود. وی در بهمن ماه سال ۱۳۲۸ خورشیدی درگذشت و در شبستان به نام خودش در طرف شمال حرم محمد هلال بن علی به خاک سپرده شد.
هر ساله آیین سالگرد درگذشت این عالم شیعی با حضور جمع کثیری از مردم، مسئولان، علما و طلاب حوزه‌های علمیه در آران و بیدگل برگزار می‌شود.
آقا میرزا احمد عاملی در دوران عمر خود که با جنگ جهانی اول و دوم و تغییر حکومتها و هرج و مرج شهرها توسط خانها و ارباب‌ها، و قحطی و گرسنگی و بیماری توأم بود، به مکه نرفتند و چون ملا علی آرانی به مقلدین خود هم تکلیف کردند تا بیچاره و فقیر و ناتوان و مسکین و محتاج در شهر وجود دارد باید هزینه سفر حج صرف این امر شود. کراماتی نیز به وی نسبت داده شده است که مورد توجه اهل شهر بوده و هست که مورد اعتبار است، از جمله: جفت شدن کفش در برابر پای ایشان.طی الارض کردن ایشان به کربلا.و نیز حرف شنوی موریانه و مورچه و ملخ از ایشان که مورد توجه مردمان دیار آران است

## تحصیلات
وی تحصیلات حوزوی را در زادگاه خود نزد پدرش آغاز کرد و تمامی متون درسی رایج را فرا گرفت. سپس در سال ۱۲۵۶ خورشیدی به کاشان هجرت کرد و در محضر فقیه معاصر حبیب‌الله شریف کاشانی دروس فقه و اصول را گذراند. حبیب‌الله شریف کاشانی در روحیه و اندیشه عارفانه آمیرزا احمد عاملی تأثیر فراوانی داشته‌است.
وی پس از گذراندن دروس فقه و اصول در زادگاهش، برای تکمیل تحصیلات حوزوی عازم نجف اشرف شد و در آن دیار از محضر ملا محمدکاظم خراسانی، عبدالکریم حایری یزدی، عبدالله مازندرانی و  فخرالدین نراقی بهره برد و نهایتاً خود به درجه اجتهاد رسید.
علامه آقابزرگ تهرانی، صاحب کتاب الذریعه دربارهٔ ایشان می‌نویسد:

شیخ میرزا احمد بن ملا محمد علی بن ملا مهدی آرانی عالمی بزرگ بود که در کاشان نزد پدرش شاگردی می‌کرد... آقا میرزا احمد در کودکی به فراگیری مقدمات علوم دینی نزد پدر خود پرداخت و پس از آن، به کاشان رفت و در محضر ملا محمد نراقی (-۱۲۹۷ ق.) بهره های فراوان برد. پس از آن مدتی در تهران نزد آیت الله سید محمد حسین کاشانی (-۱۲۹۶ ق.) به خوشه چینی از خرمن علم الهی پرداخت و سپس برای بهره گیری بیشتر از علمای عالم تشیع، به نجف که در آن زمان مرکز علمی شیعه بود سفر کرد.
در نجف آقا میرزا احمد از حضور در کلاس های آیات عظام ملا محمد ایروانی (۱۳۰۶ ق.) و زین العابدین مازندرانی (۱۳۰۹ ق.) شرکت کرد و موفق به کسب اجازه ی اجتهاد و نقل روایت از آنان شد. وی پس از رسیدن به این درجه ی علمی به زادگاه خود بازگشت تا روشنگر راه رهروان اهل بیت(ع) باشد.
آیت الله عاملی در دوران تحصیل و پس از آن، به صورت رسمی شاگردی نداشته است، با این حال در برخی دست نوشته های او نام چند تن از فضلای منطقه به عنوان شاگردان او ذکر شده است: آیت الله حسین دربندی، شیخ محمد تقی محقق بیدگلی، محمد جعفر شریف جعفری بیدگلی، آقا حسن صباحی و ملا محمد حسین نوش آبادی.
آن چنان که کهنسالان آران و بیدگل نقل می کنند، آیت الله عاملی فردی باهوش و بااستعداد بوده است. از این رو در دوره ی تحصیلش کمتر از محضر استادان استفاده می کرد و به تنهایی قادر به فهم متون بود. به همین دلیل نیز بود که او در سی سالگی به درجه ی اجتهاد دست یافت

## آثار
- نهج الرشاد، شرحی به ارشاد علامه حلی
- سبیل الجنان، رساله علمیه